# Otto Authén
Otto Authén (Oslo, 1 de novembro de 1886 — Oslo, 7 de julho de 1971) foi um ginasta norueguês que competiu em provas de ginástica artística.
Authén é o detentor de uma medalha olímpica, conquistada na edição britânica, os Jogos de Londres, em 1908. Nesta ocasião, competiu como ginasta na prova coletiva. Ao lado de outros 29 companheiros, conquistou a medalha de prata, após superar a nação da Finlândia e encerrar atrás da seleção sueca.